# Mount Eolus
Mount Eolus je s nadmořskou výškou 4 293 metrů čtvrtý nejvyšší vrchol pohoří San Juan Mountains. Leží v Jižních Skalnatých horách, v La Plata County, na jihozápadě Colorada, ve Spojených státech amerických.
Hora je pojmenovaná podle řeckého boha, vládce větru, Aiolose.
V severní části hory se nachází druhotný vrchol North Eolus, s nadmořskou výškou 4 281 m a prominencí 55 m.